# MTV Game Awards
Die MTV Game Awards war eine vom Musiksender MTV verliehene Auszeichnung für Videospiele. Die Nominierungen wurden von einer Jury, bestehend aus Spielejournalisten und professionellen Videospielern, festgelegt. Die Gewinner wurden durch eine Online-Wahl bestimmt. Die erste Preisverleihung fand im November 2008 statt.

## Kategorien
Auszeichnungen werden in folgenden Kategorien vergeben:
- Game of the Year (Spiel des Jahres)
- When We Were You (Beste Spielfigur)
- Bad Motherfucker (Bester Endgegner)
- Best Supporting Role (Bester Nebencharakter)
- You Got the Style (Bester Look)
- Living in a Box (Bestes In-Game Item)
- Do Believe the Hype (Bestes noch nicht veröffentlichtes Spiel)
- Let’s Play Together (Bestes Multiplayerspiel)
- We’re Having a Party (Bestes Partyspiel)
- Whole World in Your Pocket (Bestes Handheld-Spiel)

## MTV Game Awards 2008

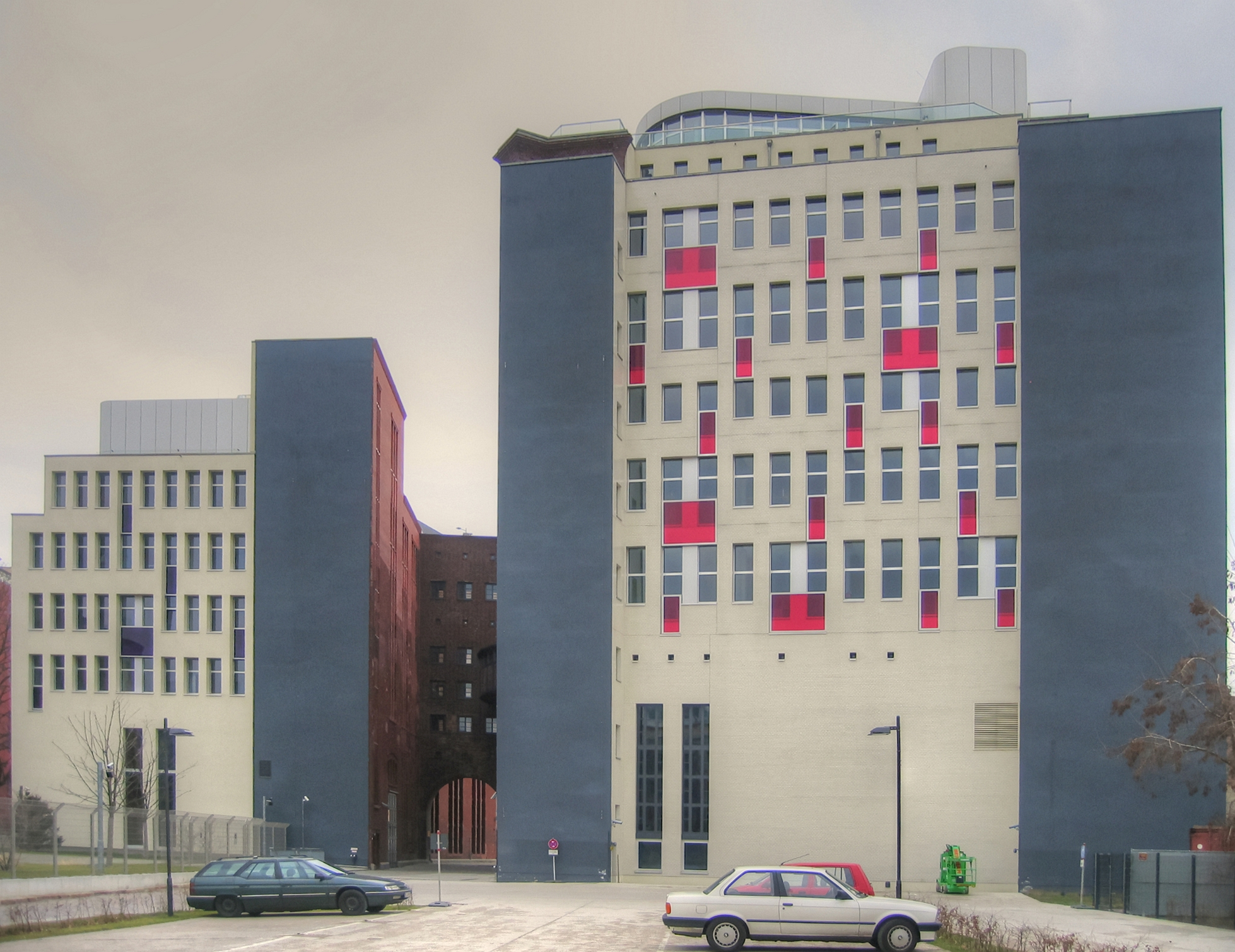
Ort der Preisverleihung: das Berliner E-Werk

Die ersten MTV Game Awards fanden am 20. November 2008 im Berliner E-Werk statt und wurden von MTV im Fernsehen übertragen. Moderiert wurde die Show von den MTV-VJs Hadnet und Joko. Laudatoren waren Susianna Kentikian, Ole Bischof, Jade Raymond, B-Tight, Curse, Stefanie Kloß von Silbermond, David Garrett, Simon & Budi von MTV Game One, Elton, die Donots, K.I.Z und Farid. Presenter waren u. a. The Scribt, Sido und Polarkreis 18. Auf der Webseite der MTV Game Awards konnte bis zum 18. November aus den folgenden Nominierten gewählt werden:
(In den Klammern steht jeweils die Plattform sowie der Hersteller, die Gewinner werden fett dargestellt):

### Game of the Year
- Metal Gear Solid 4: Guns of the Patriots (PS3, Konami)
- Mass Effect (Xbox 360/Windows, Microsoft)
- Grand Theft Auto IV (Xbox 360/PS3, Rockstar Games)
- Super Mario Galaxy (Wii, Nintendo)
- Portal (Xbox 360/Windows, Electronic Arts)

### When We Were You
- Niko Bellic in Grand Theft Auto IV (PS3/Xbox 360, Rockstar Games)
- Old Snake in Metal Gear Solid 4 (PS3, Konami)
- Altaïr in Assassin’s Creed (PS3/Xbox 360/PC, Ubisoft)
- Kratos in God of War: Chains of Olympus (PSP, Sony)
- Travis Touchdown in No More Heroes (Wii, Eidos)

### Bad Motherfucker
- Bowser in Super Mario Galaxy (Wii, Nintendo)
- Screaming Mantis in Metal Gear Solid 4 (PS3, Konami)
- Liquid Ocelot mit Metal Gear Ray in Metal Gear Solid 4 (PS3, Konami)
- Sander Cohen in BioShock (Xbox 360, 2K Games)
- Berial in Devil May Cry 4 (PS3/Xbox 360/PC, Capcom)

### Best Supporting Role
- Wrex in Mass Effect (Xbox 360/PC, Microsoft)
- Roman Bellic in Grand Theft Auto IV (PS3/Xbox 360, Rockstar Games)
- Brucie in Grand Theft Auto IV (PS3/Xbox 360, Rockstar Games)
- Eva aka Big Mama in Metal Gear Solid 4 (PS3, Konami)
- Companion Cube in Portal (PC/Xbox 360, Electronic Arts)

### You Got the Style
- Patapon (PSP, Sony)
- No More Heroes (Wii, Eidos)
- Bioshock (Xbox 360, 2K Games)
- Grand Theft Auto IV (PS3/Xbox 360, Rockstar Games)
- Ōkami (Wii, Capcom)

### Living in a Box
- Bienenkostüm in Super Mario Galaxy (Wii, Nintendo)
- Zeus Boxhandschuh in God of War (2005) (PSP, Sony)
- Discokugel in Ratchet und Clank (PS3, Sony)
- Portal Gun in Portal (PC/Xbox 360, Electronic Arts)
- Playboy’s in Metal Gear Solid 4 (PS3, Konami)

### Do Believe the Hype
- Resident Evil 5 (Xbox 360/PS3, Capcom)
- Final Fantasy XIII (Xbox 360/PS3, Square Enix)
- Diablo III (PC, Blizzard)
- Duke Nukem Forever (PC)
- Prince of Persia (PC/Xbox 360/PS3, Ubisoft)

### Let’s Play Together
- Mario Kart (Wii, Nintendo)
- Soul Calibur IV (PS3/Xbox 360, Ubisoft)
- Call of Duty 4: Modern Warfare (PC/PS3/Xbox 360, Activision)
- Halo 3 (Xbox 360, Microsoft)
- Age of Conan (PC, Eidos)

### We’re Having a Party
- Rock Band (Xbox 360, Electronic Arts)
- Guitar Hero 3 (Xbox 360/Wii/PS3/PS2, Activision)
- Boom Blox (Wii, Electronic Arts)
- Rayman Raving Rabbids 2 (Wii, Ubisoft)
- SingStar (PS3, Sony)

### Whole World in Your Pocket
- Patapon (PSP, Sony)
- The Legend of Zelda: Phantom Hourglass (Nintendo DS, Nintendo)
- Crisis Core: Final Fantasy VII (PSP, Square Enix)
- Guitar Hero On Tour (Nintendo DS, Activision)
- God of War: Chains of Olympus (PSP, Sony)

## MTV Game Awards 2009
Die Nominierungen für die MTV Game Awards 2009. Die Preisverleihung fand am 27. November 2009 statt:

### Game of the Year
- Fallout 3 (PS3/Xbox 360/Windows Bethesda Softworks)
- Dead Space (PS3/Xbox 360/Windows, Electronic Arts)
- Street Fighter IV (PS3/Xbox 360, Capcom)
- Little Big Planet (PS3, Sony)
- Das Schwarze Auge: Drakensang (PC, dtp)

### When We Were You
- Guybrush Threepwood in Tales of Monkey Island (Wii/PC, Telltale Games)
- Faith Connors in Mirror’s Edge (PS3/Xbox 360/PC, Electronic Arts)
- Sackboy in Little Big Planet (PS3, Sony)
- Isaac Clarke in Dead Space (PS3/Xbox 360/PC, Electronic Arts)
- Der Wind in Flower (PS3, Sony)

### Best Supporting Role
- Elika in Prince of Persia (PS3/Xbox 360/PC, Ubisoft)
- Der Hund in Fable II (Xbox 360, Microsoft)
- Froderick in A Vampyre Story (PC, Crimson Cow)
- Fawkes in Fallout 3 (PS3/Xbox 360/PC, Bethesda Softworks)
- Sheva Alomar in Resident Evil 5 (PS3/PC/Xbox 360, Capcom)

### You Got the Style
- Little Big Planet (PS3, Sony)
- Mirror’s Edge (PS3/PC/Xbox 360, Electronic Arts)
- Prince of Persia (PS3/PC/Xbox 360, Ubisoft)
- Dead Space (PS3/Xbox 360/PC, Electronic Arts)
- Flower (PS3, Sony)

### Let’s Play Together
- Left 4 Dead (PC/Xbox 360, Electronic Arts)
- Street Fighter 4 (PS3/PC/Xbox 360, Capcom)
- Little Big Planet (PS3, Sony)
- Guitar Hero World Tour (Xbox 360/PS3/PS2/Wii/PC, Activision Blizzard)
- FIFA 09 (PC/PS3/PS2/Xbox 360, Electronic Arts)

### Do Believe the Hype
- Heavy Rain: The Origami Killer (PS3, Sony)
- Alan Wake (Xbox 360/PC, Microsoft)
- The Last Guardian (PS3, Sony)
- Diablo III (PC/Xbox 360/PS3, Activision Blizzard)
- God of War 3 (PS3, Sony)

### Whole World in Your Pocket
- Professor Layton und das geheimnisvolle Dorf (Nintendo DS, Nintendo)
- Grand Theft Auto: Chinatown Wars (Nintendo DS, Rockstar Games)
- Chrono Trigger (Nintendo DS, Square Enix)
- Loco Roco 2 (PSP, Sony)
- Resistance Retribution (PSP, Sony)

### Working Class Hero
- Windosill (PC, Vectorpark)
- Scary Girl (PC, Nathan Jurevicius)
- Paper Moon (PC, Blurst)
- Auditorium (PC, Cipher Prime)
- Little Wheel (PC, Fastgames)

### Feel the Magic
- Sprengung von Megaton City in Fallout 3 (PS3/Xbox 360/Windows Bethesda Softworks)
- Spacewalks in Dead Space (PS3/Xbox 360/Windows, Electronic Arts)
- Rettung von Sheva in Resident Evil 5 (PS3/Windows/Xbox 360, Capcom)
- Kampf gegen Darth Vader in Star Wars: The Force Unleashed (Xbox 360/PS3/PSP/PS2/Wii/Windows, Activision Blizzard)
- Landung auf Helghan in Killzone 2 (PS3, Sony)

### Living in a Box
- Bionischer Arm in Bionic Commando (PS3/PC/Xbox 360, Capcom)
- Stasis Modul in Dead Space (PS3/Xbox 360/Windows, Electronic Arts)
- Pip-Boy 3000 in Fallout 3 (PS3/Xbox 360/Windows Bethesda Softworks)
- Die Harke in Plants vs Zombies (PC, PopCap)
- Protonen-Rucksack in Ghostbusters - The Videogame (Xbox 360/PS3/PC, Sony/Atari)

### Skyscraper Award
- Bigpoint GmbH für das Browserspiel Poisonville (PC)

## MTV Game Awards 2010

### When We Were You
- John Marston aus Red Dead Redemption
- Ethan Mars aus Heavy Rain
- Bayonetta
- Alan Wake
- Kleiner Junge aus Limbo

### You Got the Style
- Heavy Rain
- Vanquish
- Limbo
- Bayonetta
- Alan Wake

### Lets Play Together
- Battlefield: Bad Company 2
- Halo: Reach
- Starcraft II
- FIFA Soccer 11
- Heroes of Newerth

### Whole World in Your Pocket
- Professor Layton und die verlorene Zukunft
- Metal Gear Solid: Peace Walker
- Kingdom Hearts: Birth by Sleep
- Last Window: The Secret of Cape West
- Dragon Quest IX: Hüter des Himmels

### Feel the Magic
- Kratos’ Besteigung des Olymp in God of War III
- Finale von Red Dead Redemption
- Endschlacht in Halo: Reach
- Überfall-Szene in Heavy Rain
- Finale von Mass Effect 2

### Game of the Year
- Red Dead Redemption
- Halo: Reach
- StarCraft II
- Mass Effect 2
- Super Mario Galaxy 2